# Erste Zwischenzeit
Die Erste Zwischenzeit umfasst die Zeit von 2216 bis 2025 v. Chr. im Alten Ägypten. Nach der 6. Dynastie zerfiel Ägypten, und unter den neu entstandenen Herrschaftsgebieten gelangten zwei Städte zu besonderem Einfluss: Theben und Herakleopolis.
Den Herakleopoliten, die in Unterägypten lebten, gelang es, abtrünnige Gebiete unter Kontrolle zu bringen. Der Thebaner Mentuhotep II. schaffte es, nach seinem Aufstieg um 2025 v. Chr., Unter- und Oberägypten wieder zu vereinigen. Nubien wurde bis Wawat zurückerobert.

## 7. Dynastie
Nach Manetho regierten in dieser Dynastie 70 Könige in 70 Tagen. Es wurden bisher keine Spuren gefunden, die sich dieser Dynastie zuordnen ließen.

## 8. Dynastie
Von 2216 v. Chr. – 2170 v. Chr. regierte in Memphis die 8. Dynastie.
In den etwa 50 Jahren nach Ende der 6. Dynastie meldeten in Memphis als Nachfolger wahrscheinlich 17 Könige ihre Ansprüche auf den Thron an, übten jedoch nie eine wirkliche Herrschaft über Beide Länder aus. Die Reihenfolge ist völlig unsicher. Deshalb liegt der Chronologie die Königsliste von Abydos zugrunde.

## 9. Dynastie und 10. Dynastie
Um 2170 v. Chr. war die Macht der in Herakleopolis herrschenden Gaufürsten so stark geworden, dass der memphitische Gau ihrem Herrschaftsbereich einverleibt wurde. Es begann die 9. und 10. Dynastie, die allerdings das Niltal nur bis Assiut kontrollierte. Südlich von Assiut bildete sich zur gleichen Zeit mit der Hauptstadt Theben ein weiterer Herrschaftsbereich. Die 9. und 10. Dynastie in Herakleopolis hatte 12 bis 18 Könige. Die exakte Folge und Datierung ist unbekannt, einige Namen sind ganz oder teilweise verloren.
Auf den Königstafeln von Abydos und Sakkara fehlen diese Könige ganz. Auf dem Turiner Papyrus sind die Könige 2 sowie 10 bis 18 verloren.
Während sich in Herakleopolis die Fürsten als rechtmäßige Nachfolger der Könige des Alten Reiches sahen (hier als 9. und 10. Dynastie zusammengefasst), entstand in Theben zur gleichen Zeit ein starkes Fürstengeschlecht, die 11. Dynastie.

## 11. Dynastie
Die ersten Könige der 11. Dynastie gehörten im Grunde noch zur Ersten Zwischenzeit. Mentuhotep II. gelang es irgendwann zwischen seinem 14. und 39. Regierungsjahr, das Reich wieder zu vereinigen. Mit der Reichseinigung begann das Mittlere Reich.